# Bridge of Ardoch
Die Bridge of Ardoch ist eine Straßenbrücke in der schottischen Council Area Stirling. 1971 wurde das Bauwerk in die schottischen Denkmallisten in der höchsten Kategorie A aufgenommen.

## Geschichte
Am Standort befand sich ein Vorgängerbauwerk, über welches nicht viel bekannt ist. Diese Brücke wurde im Zuge des Zweiten Jakobitenaufstands 1715 durch Truppen des Dukes of Argyll zerstört. 1735 wurde die Bridge of Ardoch wiederaufgebaut. Für die Kosten kam die Grafschaft auf.

## Beschreibung
Der Mauerwerksviadukt liegt am Ostrand von Doune. Er führt heute eine Zufahrt zu einem Bauernhof über den Ardoch Burn. Früher verlief die Vorgängerstraße der A820 (Dunblane–Doune) über die Brücke, die heute auf einem Brückenneubau ein kurzes Stück flussaufwärts den Ardoch Burn quert. Die Bogenbrücke überspannt den Bach mit einem ausgemauerten Bogen. Ihr Mauerwerk besteht aus Bruchstein. Die Fahrbahn beschreibt auf der Brücke einen steilen Bogen.